# Maladroit
Maladroit es el cuarto álbum de estudio de la banda de rock estadounidense Weezer, lanzado el 14 de mayo de 2002 por Geffen Records. Producido por la banda, fue el primer álbum que contó con Scott Shriner como bajista, luego de la partida de Mikey Welsh en 2001. Musicalmente, el álbum presenta riffs de heavy metal que la banda no había mostrado en sus lanzamientos previos.
Maladroit recibió críticas positivas y ocupó el puesto 90 en una encuesta de los mejores álbumes según los lectores de Rolling Stone. El álbum debutó y alcanzó el puesto número tres en el Billboard 200, vendiendo 152 000 copias en su primera semana. Hacia 2022, el álbum había vendido 605 000 copias en los Estados Unidos y fue certificado disco de oro por la RIAA un mes después de su lanzamiento. Se lanzaron dos sencillos del álbum: «Dope Nose» y «Keep Fishin'».

## Antecedentes y grabación
Para el cuarto álbum de estudio de la banda, Weezer intentó incorporar un sistema innovador en el que el grupo lanzaría demos en formato MP3 en el sitio web de la banda todos los días mientras estaba en el estudio trabajando en Maladroit. Esto dio lugar a que decenas de versiones diferentes de más de treinta canciones diferentes circularan por internet antes del lanzamiento del álbum.
La idea era mantener la comunicación abierta con la base de seguidores de la banda en el foro de mensajes oficial del grupo, así como, más importante aún, en foros de mensajes no oficiales como el Rivers Correspondent Board —que estuvo cerrado al público a petición del líder Rivers Cuomo, principalmente para que los miembros de la prensa no pudieron acceder—. Sin embargo, Cuomo y los fans no estaban de acuerdo en varios aspectos creativos del álbum. Una cosa en la que estuvieron de acuerdo fue en traer de vuelta la canción del verano de 2000, «Slob», para usarla en el álbum. Cuomo comentó: «Nunca hubiera pensado en poner la canción 'Slob' en el disco si los fans no la hubieran pedido. Scott Shriner además quería una canción oculta, 'Are You Gonna Be?', para el álbum». Independientemente de los desacuerdos, los fanáticos de Weezer recibieron un «agradecimiento especial» en las notas de álbum y el título del álbum en sí fue sugerido por un miembro en los foros de mensajes de Weezer que se hacía llamar Lethe.
La carga de demos en MP3 por parte de la banda en su sitio web provocó que algunas estaciones de radio reprodujeran canciones aún inéditas (y a veces inacabadas). Debido a una disputa entre Cuomo y el sello discográfico Geffen/Interscope, Weezer autofinanció las grabaciones de Maladroit y el sello no estaba al tanto de las grabaciones hasta que la radio comenzó a reproducirlas. Se dice que Cuomo estaba tan emocionado de que los fanáticos escucharan la música que personalmente envió por correo copias de ocho de las trece canciones de Maladroit a estaciones de radio y medios de prensa clave. En la semana en que se filtró a las estaciones de radio, el sencillo principal «Dope Nose» alcanzó el puesto veinticinco en la lista Modern Rock Tracks de Billboard sin que se hubiera publicado un sencillo oficial.
La transmisión al aire resultó en una orden de silencio emitida por Geffen Records en la que solicitaron que Weezer devolviera las cintas maestras de las sesiones de Maladroit y se disculpara con cada estación de radio que reprodujo la canción. Los miembros de la banda se resistieron, citando que ellos mismos habían financiado todas las sesiones de grabación y que disculparse era inútil. Los fans también se resistieron, formando un grupo en línea llamado «Unreleased Weezer for the Masses» que se unió para el lanzamiento del álbum.
Las canciones «Dope Nose» y «Hash Pipe» (de The Green Album) fueron escritas usando el mismo método la misma noche, y Cuomo supuestamente tomó «un manojo de Ritalin y... como tres tragos de tequila» y caminó un rato antes de escribir ambas canciones.

## Packaging
Las primeras 600 000 copias del álbum fueron marcadas específicamente con un número ubicado en la parte posterior de la caja del CD, cerca de la esquina inferior derecha.
Maladroit fue el primer álbum de Weezer lanzado en formato Enhanced CD, con videos adicionales que incluían imágenes en vivo y de estudio, así como un video del baterista Patrick Wilson andando en patineta por las rampas del estadio.

## Crítica
Maladroit recibió críticas generalmente favorables. En Metacritic, que asigna una calificación promedio ponderada sobre 100 a las reseñas de los críticos principales, el álbum recibió una puntuación promedio de 72. Stephen Thomas Erlewine de AllMusic le dio al álbum cuatro estrellas, diciendo que «conserva la alta calidad de The Green Album». PopMatters le dio un ocho sobre diez, diciendo: «Maladroit se mantiene breve, se mantiene simple, se mantiene honesto, pero también, lo más importante, se mantienen. Gracias a Weezer por eso». Sin embargo, IGN le dio el álbum una puntuación de cinco sobre diez y lo llamó «una mezcla de todo», afirmando: «Si quieres escuchar una excelente banda de versiones de Weezer, ve directamente a Maladroit. Solo por el título, es exactamente como se anuncia».
Spin terminó llamándolo el sexto mejor álbum de 2002 y los lectores de Rolling Stone lo votaron como el octavo mejor del año. En otra encuesta de lectores de Rolling Stone, fue votado como el 90.º mejor álbum de todos los tiempos.
En junio de 2009, la revista Magnet publicó un artículo sobre las cinco canciones de Weezer más sobrevaloradas y subestimadas. «Todas las de Maladroit» ocuparon el puesto número uno en la lista de la mitad subestimada, donde comentaron que «Maladroit, el cuarto álbum de la banda, es realmente bueno: no exactamente profundo, pero tiene algunas canciones pop realmente estelares... Claro, Maladroit nunca se convirtió en una referencia cultural como lo hicieron los dos primeros álbumes de la banda, pero merece más crédito del que jamás recibió».

## Lista de temas
Todas las canciones escritas y compuestas por Rivers Cuomo. 
| N.º   | Título                  | Duración |  |
| 1.    | «American Gigolo»       | 2:42     |  |
| 2.    | «Dope Nose»             | 2:16     |  |
| 3.    | «Keep Fishin'»          | 2:52     |  |
| 4.    | «Take Control»          | 3:05     |  |
| 5.    | «Death and Destruction» | 2:38     |  |
| 6.    | «Slob»                  | 3:08     |  |
| 7.    | «Burndt Jamb»           | 2:39     |  |
| 8.    | «Space Rock»            | 1:53     |  |
| 9.    | «Slave»                 | 2:53     |  |
| 10.   | «Fall Together»         | 2:02     |  |
| 11.   | «Possibilities»         | 2:00     |  |
| 12.   | «Love Explosion»        | 2:35     |  |
| 13.   | «December»              | 3:00     |  |
| 33:40 |                         |          |  |

| Pistas extra |                                                      |          |  |
| N.º          | Título                                               | Duración |  |
| 14.          | «Living Without You» (en algunas ediciones europeas) | 2:49     |  |
| 15.          | «Island in the Sun» (en Europa y Australia)          | 3:20     |  |
| 39:49        |                                                      |          |  |

| Videos de Enhanced CD |                                   |          |  |
| N.º                   | Título                            | Duración |  |
| 1.                    | «The Quiet Storm»                 | 0:31     |  |
| 2.                    | «Dope Nose» (en vivo)             | 1:03     |  |
| 3.                    | «Death and Destruction» (en vivo) | 1:01     |  |
| 4.                    | «Burndt Jamb» (en vivo)           | 1:31     |  |
| 5.                    | «The Cobo Challenge»              | 1:52     |  |
| 6.                    | «Keep Fishin'» (en vivo)          | 1:25     |  |
| 7.                    | «Take Control» (en vivo)          | 0:57     |  |
| 7:23                  |                                   |          |  |

La versión europea y australiana de Maladroit incluyó «Island in the Sun» de The Green Album como pista extra. Algunas ediciones europeos también contenían «Living Without You», que de otro modo no estaría disponible, secuenciado entre «December» y «Island in the Sun».

## Créditos
Weezer
- Rivers Cuomo - voz principal, guitarra
- Pat Wilson - batería
- Brian Bell - guitarra, coros
- Scott Shriner - bajo, coros

Producción
- Weezer - producción
- Chad Bamford - producción adicional, ingeniero
- Rod Cervera - producción adicional
- Jordan Schur - productor ejecutuvo
- Tom Lord-Alge - mezcla
- Christopher Carroll - ingeniería adicional
- Carlos «Loco» Bedoya - ingeniería adicional
- Femio Hernández - ingeniero asistente
- Darren Mora - ingeniero asistente
- Steven P. Robillard - ingeniero asistente
- Stephen Marcussen - masterización
- Karl Koch - «Farm Hand»

## Posicionamiento en listas
| Lista (2002)                        | Mejor posición |
| ----------------------------------- | -------------- |
| Australia (ARIA)                    | 11             |
| Austria (Ö3 Austria)                | 22             |
| Canadá (Billboard Canadian Albums)  | 2              |
| Países Bajos (Album Top 100)        | 95             |
| Finlandia (Suomen Virallinen Lista) | 11             |
| Francia (SNEP)                      | 42             |
| Alemania (Offizielle Top 100)       | 29             |
| Irish Albums (IRMA)                 | 15             |
| Noruega (VG-lista)                  | 4              |
| Suecia (Sverigetopplistan)          | 22             |
| Suiza (Schweizer Hitparade)         | 44             |
| Reino Unido (UK Albums Chart)       | 16             |
| Estados Unidos (Billboard 200)      | 3              |

| Lista (2002)                                    | Posición |
| ----------------------------------------------- | -------- |
| Canadian Albums (Nielsen SoundScan)             | 126      |
| Canadian Alternative Albums (Nielsen SoundScan) | 39       |
| US Billboard 200                                | 167      |

### Sencillos
| 2002 | «Dope Nose»    | 8  | —  |
| 2002 | «Keep Fishin'» | 15 | 29 |

## Certificaciones
| País                  | Certificación |
| --------------------- | ------------- |
| Estados Unidos (RIAA) | Oro           |